# Kalmen Kaplansky
Kalmen Kaplansky (1912, Bialystok – 10. prosince 1997) byl kanadský aktivista polského původu, který se při své činnosti v odborech zabýval prosazováním občanských a lidských práv.
Kaplansky se narodil v Białystoku v nynějším Polsku a po ukončení střední školy v roce 1929 emigroval do Kanady. Nebyl přijat na McGillovu univerzitu v Montrealu. Začal pracovat jako tiskař a sazeč. Byl tajemníkem montrealské organizace Labour Party, aktivně vystupoval ve svých funkcích v odborech. V roce 1939 se vydal zpět na cestu do Polska, kde se neúspěšně pokoušel přesvědčit své příbuzné k odchodu do Kanady; při zpáteční cestě v září šťastně přežil zkázu lodi SS Athena, prvního britského plavidla potopeného Němci po britském vypovězení války Německu.
Po druhé světové válce pokračoval v prosazování lidských práv a antidiskriminačních opatření. V čele Jewish Labour Committee (Židovského výboru práce) usiloval nejen o boj proti antisemitismu, ale o vyrovnání příležitostí všech menšin a o zapojení osob nežidovského původu do antidiskriminačního úsilí. Díky němu byly zorganizovány Joint Labour Committees to Combat Racial Intolerance (Společné výbory práce k boji s rasovou intolerancí) v pěti kanadských městech, na jejichž činnosti se podílely obě samostatné vedoucí odborové organizace v Kanadě. Přispěl k přijetí ontarijského zákona z roku 1951, který zakazoval rasovou diskriminaci při přijímání do zaměstnání.
Byl také zástupcem Kanady v Mezinárodní organizaci práce a je označován za hlavní důvod toho, že organizace obdržela v roce 1969 Nobelovu cenu za mír.